# Chloe Brew
Chloe Patricia Brew (Plymouth, 14 de septiembre de 1995) es un deportista británica que compite en remo.
Ganó una medalla de bronce en el Campeonato Europeo de Remo de 2024, en la prueba de dos sin timonel. Participó en los Juegos Olímpicos de Tokio 2020, ocupando el séptimo lugar en la prueba de ocho con timonel.

## Palmarés internacional
| Campeonato Europeo | Campeonato Europeo | Campeonato Europeo | Campeonato Europeo |
| Año                | Lugar              | Medalla            | Prueba             |
| ------------------ | ------------------ | ------------------ | ------------------ |
| 2024               | Szeged (Hungría)   | Medalla de bronce  | Dos sin timonel    |